# Steinsdalsfossen
Steinsdalsfossen (també anomenada Øvsthusfossen o Øfsthusfossen) és una cascada situada al poble de Steine, al municipi de Kvam, al comtat de Hordaland, Noruega. La cascada està localitzada aproximadament a 2 quilòmetres a l'oest del la ciutat de Norheimsund, la qual es troba al llarg del fiord de Hardanger.
La cascada és un dels llocs turístics més visitats a Noruega. Des de l'aparcament, un camí va cap a la cascada, a la part alta d'un turó, i darrere és per on els visitants poden caminar per "darrere" de la cascada. La cascada fa 46 metres d'altura, amb una caiguda principal de 20 metres, i el seu volum augmenta amb la fosa de la neu entre el maig i el juny. Steinsdalsfossen és part del riu Fosselva, que prové de l'aigua del llac Myklavatnet, localitzat a 814 metres per sobre del nivell del mar.

## Història
La cascada es va formar el 1699. L'Emperador Guillem II d'Alemanya va visitar Steinsdalsfossen cada estiu (excepte 2 anys) des de 1889 fins a l'inici de la Primera Guerra Mundial, el 1914.
A l'Expo 2000 (a Hannover, Alemanya) Noruega va estar representada amb una instal·lació en la qual hi havia una rèplica de 15 metres de la Steinsdalsfossen.